# Joseph d’Hémery

Joseph d’Hémery (Porträtzeichnung von Jean-Baptiste Garand, 1762)

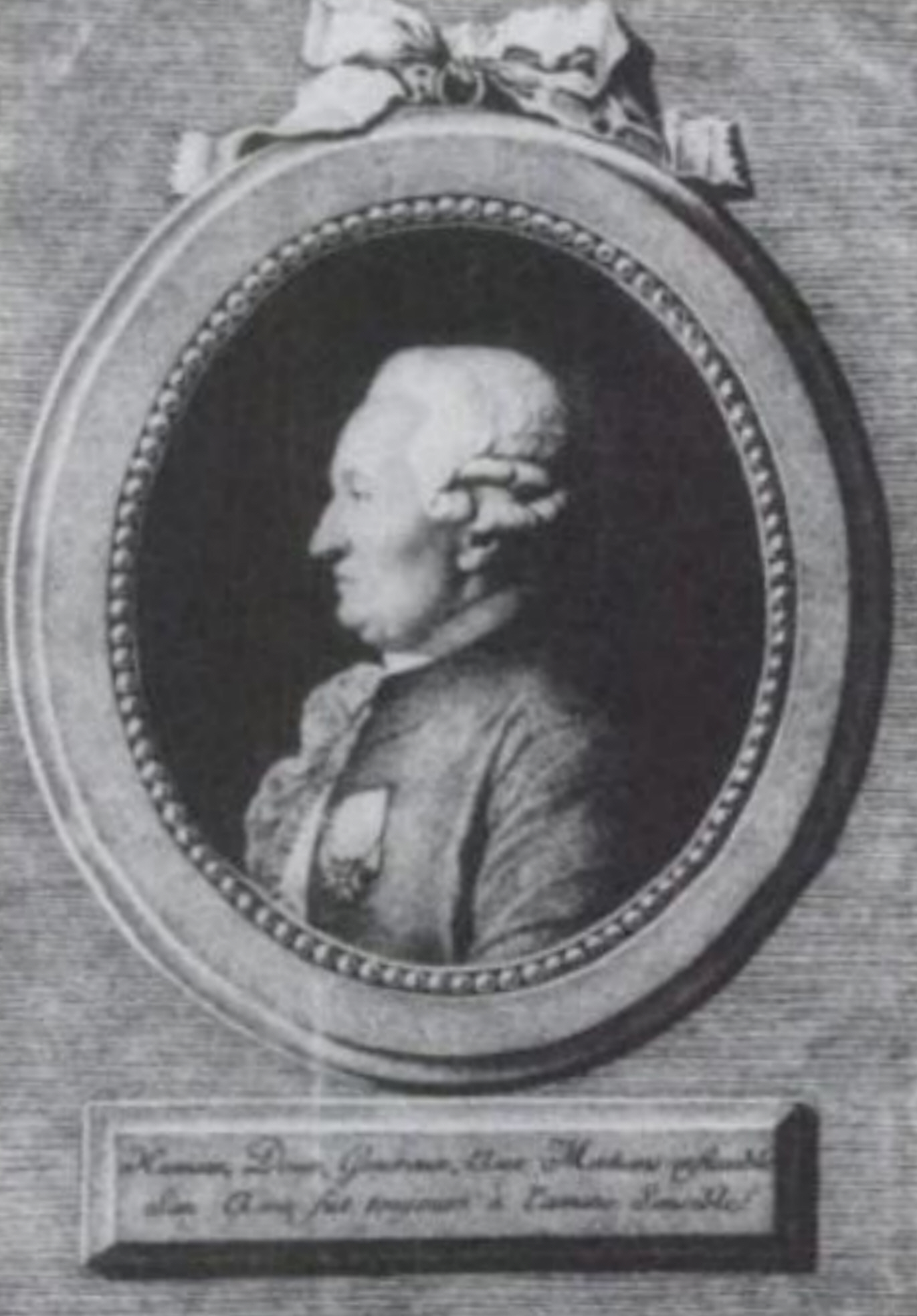
Joseph d’Hémery

Joseph d’Hémery (* 22. Februar 1722 in Stenay; † 5. Oktober 1806 in Paris) war ein hochrangiger französischer Beamter des Ancien Régime.

## Leben
D’Hémery wurde als ältester Sohn von Joseph d’Hémery und dessen Ehefrau Françoise Blondeau in eine Kaufmannsfamilie geboren. Im Januar 1739 trat er als Kadett in das Kavallerieregiment Clermont ein, wo er zwei Jahre diente.
Am 16. Januar 1741 erlangte er durch den im vorrevolutionären Frankreich üblichen Ämterkauf die Position eines Exempt (ein polizeilicher Offiziersrang) in der Kompanie des Lieutenant Criminel de Robe courte du Châtelet de Paris, der Polizeitruppe, die für die Bewachung der Gefängnisse und Gerichtshöfe der Hauptstadt zuständig war. 1748 bekleidete d’Hémery selbst den Rang des kommandierenden Lieutenant Criminel und wurde am 10. Juni desselben Jahres zum Inspecteur de la Librairie sur les ports (Inspekteur des Buchhandels in den Häfen) ernannt; das Amt des Inspecteurs de la Librairie existierte zu jener Zeit vierfach, mit unterschiedlichen Zuständigkeitsbereichen. Aufgabe der Inspekteure war die landesweite Überwachung des Buchhandels- und Verlagswesens sowie der Schriftsteller. Bald nach Amtsantritt erhielt d’Hémery zusätzlich den Posten eines weiteren der vier Inspekteure und weitete seine Kompetenzen in der Folgezeit beständig aus. Am 26. April 1757 wurde er durch königlichen Erlass zum Inspecteur Général de la Librairie ernannt und war somit oberster Aufseher des Buchhandels, des Verlagswesens und der Druckereien; hinzu kamen diverse weitergehende Funktionen und zusätzliche Positionen, die er in den folgenden Jahren erlangte.
Obgleich d’Hémery seine Ämter seinerzeitigen Gepflogenheiten entsprechend durch Kauf und Patronage erwarb, nahm er seine Aufgaben ernst und war äußerst arbeitsam, wie die erhaltenen Dokumente zeigen. Am 21. Oktober 1773 bat er darum, sich nach 41 Jahren im Staatsdienst unter Beibehaltung seiner Amtstitel ins Privatleben zurückziehen zu dürfen, was ihm am 4. November gewährt wurde. Nach seiner Pensionierung wurde er im Januar 1775 zum Stellvertretenden Inspekteur der Maréchaussée der Île-de-France ernannt, am 31. Dezember dann zum Generalinspekteur befördert. Am 23. Februar 1776 wurde er zum Ritter des Ordre royal et militaire de Saint-Louis erhoben. Am 29. April 1784 nahm er seinen Abschied und trat als Polizeioffizier in den Ruhestand, wurde jedoch am 13. Dezember 1788 zum Oberstleutnant der Infanterie ernannt.
Trotz seines langjährigen Wirkens im Umfeld der Zensur im Dienste des Ancien Régime blieb d’Hémery während der Französischen Revolution unbehelligt; auch wurden seine Pensionsansprüche nicht ernstlich in Zweifel gezogen. Er starb im Alter von 84 Jahren in seinem Haus in der Rue du Pré Saint-Gervais in Paris.

## Historiques des Auteurs
Joseph d’Hémery hinterließ Aufzeichnungen von großer Bedeutung für die Erforschung der Geschichte des vorrevolutionären Frankreich: Unmittelbar nach Antritt seines Amtes als Inspecteur de la Librairie begann er 1748 mit der Anlage einer umfangreichen Personenkartei französischer Schriftsteller, die ständig aktualisiert wurde. Die Historiques des Auteurs betitelte Datensammlung enthält alphabetisch geordnet Akten über insgesamt 501 Autoren der Mitte des 18. Jahrhunderts, was mehr als einem Drittel der französischen Schriftsteller jener Zeit entspricht. D’Hémery verwendete einheitliche Vordrucke mit klaren Kategorien, in denen unter anderem Informationen über Herkunft, Alter, Werdegang, Lebensumstände und Ansichten der betreffenden Personen vermerkt wurden. Erfasst sind unterschiedslos sowohl bedeutende Autoren von großem Einfluss in der intellektuellen Welt als auch drittrangige Schriftsteller ohne jedes Gewicht, so dass ein umfassenderes Gesamtbild entsteht.
D’Hémery fertigte die Aufzeichnungen nicht zur Publikation oder zur Weitergabe an seine Vorgesetzten an, sondern zum Eigengebrauch. Daher hatte er keine Vorbehalte, seine eigenen Ansichten zu den jeweiligen Autoren festzuhalten und dabei zu erkennen zu geben, dass er auch Werken und Schriftstellern Wertschätzung entgegenbrachte, die nicht in der Gunst der Obrigkeit standen. Joseph d’Hémery gab sich in diesen Aufzeichnungen als Beamter zu erkennen, der zwar Krone und Kirche aus aufrichtiger Überzeugung unbedingte Loyalität entgegenbrachte, zugleich aber selbst schon das Gedankengut der Aufklärung aufgenommen hat und begründete Kritik an den herrschenden Zuständen keineswegs als Verbrechen oder Anlass zum Einschreiten ansah, sondern teilweise sogar mit den Verfassern sympathisierte.
Von besonderem Wert sind die Historiques des Auteurs, da sie Einblicke in das komplexe Geflecht der persönlichen Beziehungen und der wechselseitigen Protektion gewähren, das im vorrevolutionären Frankreich die gesamte Gesellschaft durchzog und das seinerzeit, ohne in Frage gestellt zu werden, die Grundlage für nahezu jegliches soziale und berufliche Fortkommen bildete.

## Familie
Joseph d’Hémery war dreimal verheiratet. Am 20. März 1742 ehelichte er Marie-Madeleine-Gabrielle Roussel, Tochter von Bernard Roussel, Kronrat und Inspekteur der Pariser Polizei. Aus dieser Ehe gingen vier Kinder hervor: Joseph-Bernard (* 15. September 1748; † 27. September 1774); Marie-Joseph-Charles († 10. August 1782); Henriette-Louise und Joseph-Alexandre. Marie-Madeleine-Gabrielle verstarb am 18. September 1788.
Am 10. Oktober 1789 heiratete d’Hémery in zweiter Ehe Marie-Marguerite Lesclapart, die 1799 starb. Er ging am 23. Februar 1800 eine dritte Ehe mit der Witwe Marie-Madeleine Wolff ein, die ihn überlebte.